# Phytoecia suvorowi
Phytoecia suvorowi là một loài bọ cánh cứng trong họ Cerambycidae.